# Teatro Nacional Popular
El Teatro Nacional Popular (Théâtre national populaire), llamado comúnmente TNP, es un teatro situado hoy en día en Villeurbanne, un municipio de las afueras de Lyon, en Francia. Fue fundado por Firmin Gémier en París, en 1920. La misión del TNP consiste en desarrollar una política de espectáculos de calidad accesibles a la mayoría de la población. Trabaja por lo tanto en estrecha colaboración con las asociaciones y organismos locales. Fue el primer teatro de Francia en tener una estrategia claramente definida, creando un modelo seguido por muchos otros teatros franceses. El estatuto del TNP es el de Centre dramatique national (Centro Dramático Nacional).

## Historia

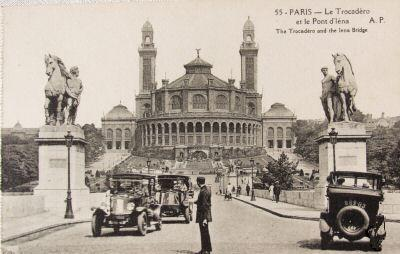
El antiguo Palacio del Trocadero en 1905, primera sede del TNP de 1920 a 1936.

En el momento de su fundación, el TNP se aloja en el Palacio del Trocadero, en París, que fue derrumbado en 1937 para construir el Palacio de Chaillot. Los años de la Segunda Guerra Mundial son años difíciles y sus actividades se interrumpen en 1945, cuando la ONU se instala en sus locales. Allí se aprobó la Declaración Universal de los Derechos Humanos, en 1948.
Jean Vilar, fundador del Festival de Aviñón en 1947, retoma la dirección del TNP en 1951, con la ayuda de Jeanne Laurent. Las representaciones del TNP se desplazan al municipio de Suresnes, a las afueras de París, a la espera de poder reintegrar sus locales de Chaillot. Jean Vilar centra su labor en la producción de espectáculos de calidad accesibles a todos, y concibe el teatro como un servicio público más. Bajo su dirección, se constituye una compañía relativamente estable de jóvenes y brillantes actores, entre los que destaca Gérard Philipe, al que dirige en El Cíd o El Príncipe de Homburgo de Heinrich von Kleist. Las creaciones son muchas, con especial atención a los clásicos. Para ocupar el puesto de director musical, Jean Vilar contrata a un joven compositor, Maurice Jarre. Jarre compondrá las partituras de 36 obras producidas por el TNP.
Vilar hace del TNP un teatro pionero en Francia: por primera vez un teatro se impone unos objetivos concretos y define su propia estrategia de desarrollo. Para atraer al público, se aplica una política de acercamiento basada en la comunicación, -apoyada por la revista Bref-, pero sobre todo en la colaboración con asociaciones locales, comités de empresa y sindicatos. Jean Vilar consigue así abrir el teatro sobre el exterior y darle una nueva imagen, por mucho que se le haya reprochado que no hubiese logrado atraer al “público obrero”. El TNP establece un modelo que seguirán muchos teatros de provincias franceses.
En 1963, Jean Vilar decide retirarse y Georges Wilson le sucede. Crea una segunda sala dedicada a los autores contemporáneos.
En 1972, Jack Lang, director administrativo del TNP de Chaillot, encarga su dirección artística a Antoine Vitez. Es cuando Jacques Duhamel, entonces Ministro de Cultura de Francia, decide trasladar el TNP a Villeurbanne, en el Théâtre de la Cité que había fundado Roger Planchon en 1957. Después de 1988, fecha en la que Vitez deja la dirección artística, los sucesivos directores del TNP, Patrice Chéreau, Robert Gilbert y Roger Planchon, seguirán cumpliendo con el encargo explícito del Ministerio de Cultura francés, a saber representar sus producciones en todo el territorio nacional a través de las redes culturales nacionales, manteniendo su labor de difusión en su entorno geográfico y social.
En 1986, Georges Lavaudant sustituye a Patrice Chéreau y comparte la dirección del TNP con Roger Planchon hasta 1996, fecha en la que Lavaudant se marcha a París para hacerse cargo de la dirección del Théâtre de l'Odéon. Desde 2002, Christian Schiaretti (hasta entonces director del teatro la Comédie de Reims) es director del TNP.

## El TNP en 2009
Es uno de los pocos teatros franceses que dispone de una compañía estable. La troupe del TNP está formada por 12 jóvenes actores procedentes de la ENSATT (École Nationale Supérieure des Arts et Techniques du Théâtre), la escuela de formación teatral de Lyon. Su programación se reparte entre producciones propias y espectáculos acogidos en exhibición.
El TNP se financia mediante subvenciones del Ministerio de Cultura y de la municipalidad de Villeurbanne, así como de la venta de entradas y de la venta de sus espectáculos.
Una completa remodelación del edificio empezó en julio de 2008. Durante las obras, el TNP mantiene su programación en el Studio 24 y en el Petit Théâtre du TNP, una nueva sala que el TNP inaugurará en septiembre de 2009. Está previsto que la sala pequeña del teatro abra en 2009, y la sala principal en diciembre de 2010.